# Andrea Briosco

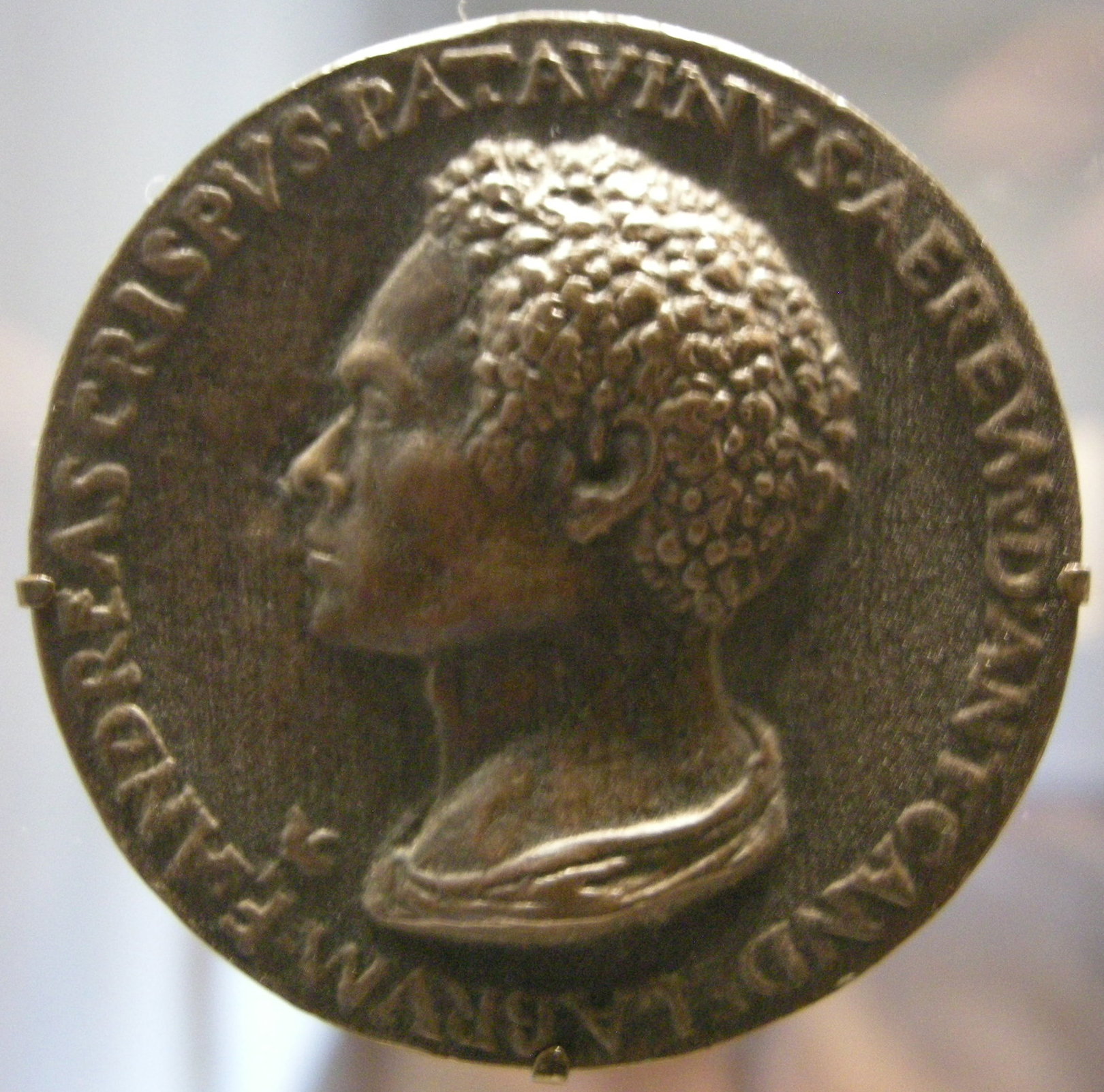
Artista anonimo, medaglia di Andrea Briosco detto il Riccio, 1532 circa.

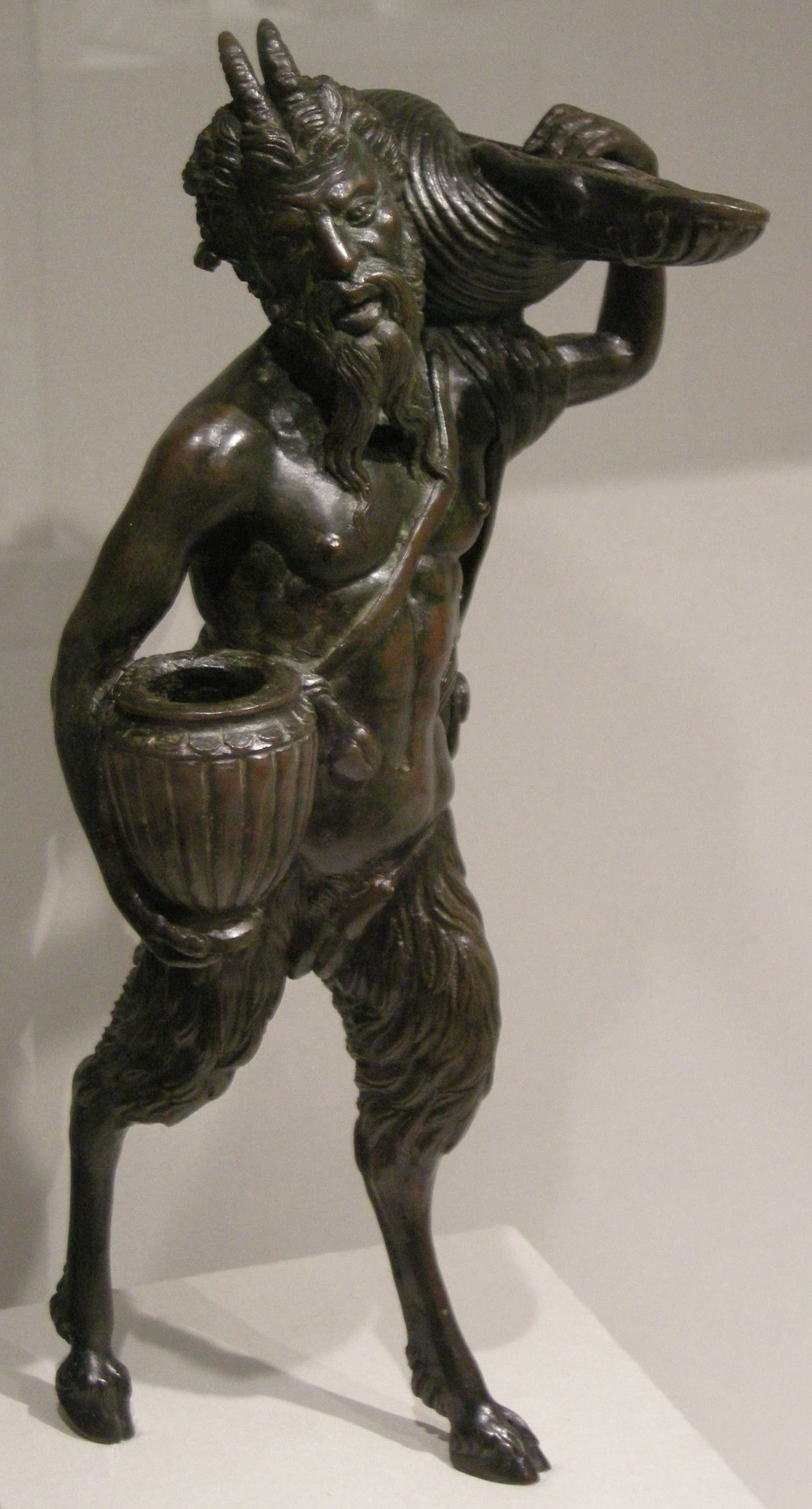
Il Riccio, Satiro con calamaio, Metropolitan Museum

Andrea Briosco, detto il Riccio e Crispo (Crispus) per la sua capigliatura folta e riccia (Trento, 1º aprile 1470 – Padova, 8 luglio 1532), è stato uno scultore italiano.

## Biografia

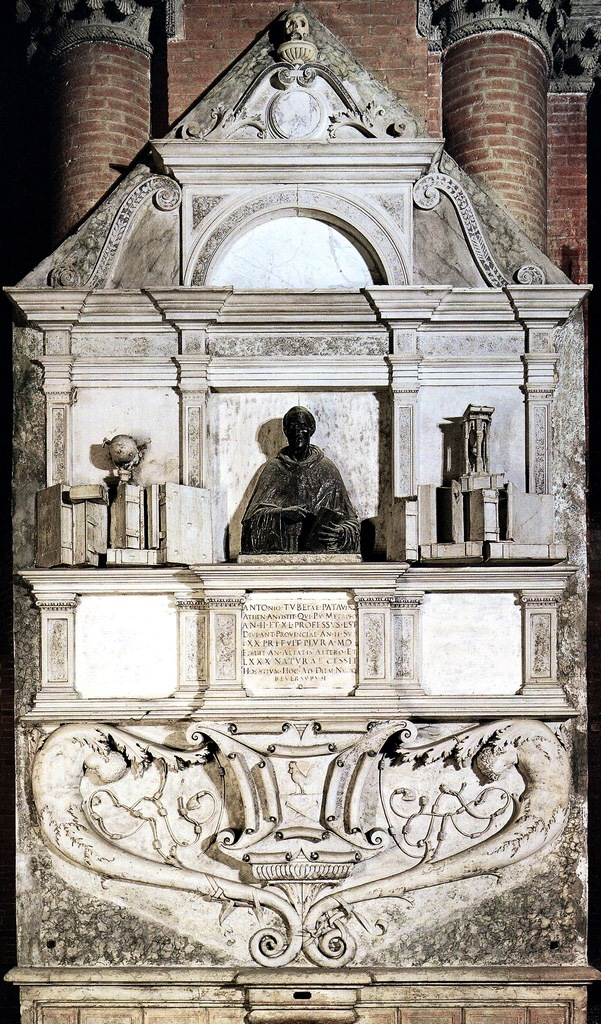
Basilica del Santo a Padova - Monumento Trombetta.

Nacque a Trento nel 1470, figlio di un orafo milanese che dopo avere lavorato in varie parti d'Italia si stabilì a Padova. Il Riccio si formò nella bottega di Bartolomeo Bellano per il quale, tra il 1497 e il 1498, completò il monumento a Roccabonella nella chiesa padovana di San Francesco Grande.
Negli anni successivi fu particolarmente attivo nella Basilica di Sant'Antonio di Padova, dove sono di sua mano i due rilievi in bronzo del 1506, conservati nel coro ai lati dell'altare maggiore: il Cristo al Limbo e La danza di Davide dinanzi all'Arca; il candelabro del cero pasquale che ha una ricchissima ornamentazione (forse la sua opera più famosa, fatta dal 1507 al 1516), e la tomba di Antonio Trombetta, scolpita tra il 1521 e il 1524.
L''opera di maggior pregio della maturità è l'arca di Gerolamo e Marcantonio della Torre, datata dal 1516 al 1521, eseguita per la chiesa di San Fermo Maggiore a Verona, dove è tuttora conservata, fatta eccezione per i bassorilievi in bronzo trasferiti, nel 1796, al Louvre.
Di lui vanno inoltre ricordate molte piccole sculture in bronzo, ispirate a soggetti classici (putti, divinità, centauri), che risultano di elegante e accurata fattura. Le sue bronzee Lucertole sono conservate al Museo civico Amedeo Lia a La Spezia.
Caratteristico dell'opera del Riccio è il progressivo abbandono della vigorosa carica espressiva di ascendenza bellanesca e il parallelo affermarsi di un classicismo accademicamente inteso, di stretto legame con l'ambiente culturale dell'umanesimo padovano.
Leopoldo Cicognara lo ricorda nella sua Storia della scultura dal suo risorgimento in Italia sino al secolo di Napoleone per servire di continuazione alle opere di Winckelmann e di d'Agincourt e lo innalza agli onori come "il Lisippo dei bronzi veneziani".
Secondo alcuni fu attivo nella progettazione della Basilica di Santa Giustina.
Morì nel 1532 a Padova e fu sepolto con onori nella chiesa di San Giovanni di Verdara.